# Johnny Paredes
Johnny Alfonso Paredes Isambert (Maracaibo, Zulia, 2 de septiembre de 1962 - Puerto La Cruz, Anzoátegui, 5 de noviembre de 2020) fue un segunda base venezolano que jugó para los Montreal Expos (1988; 1990) y Detroit Tigres (1990-1991) en el béisbol de Grandes Ligas. También jugó en Japón, en 1992, para los Yakult Swallows. En Venezuela fue parte de las Águilas del Zulia entre 1982 y 1993.

## Carrera profesional

### En Grandes Ligas
Luego de varias temporadas en las ligas menores, (1982 a 1988), Paredes debutó en MLB el 29 de abril de 1988 con los Expos de Montreal, donde compartió con su compatriota Andrés Galarraga. Fue llamado que el equipo buscaba un segunda base bateador diestro para hacer dupla con el zurdo Tom Foley. No obstante, luego de tener un buen desempeño en los entrenamientos de primavera, solo pudo batear para .187 en 35 juegos y no logró mantenerse.
Posteriormente, Paredes estuvo fuera de acción en gran parte de la temporada de 1989. por una lesión, y los Tigres de Detroit lo eligieron en el Draft de la Regla V de ese año. Apareció en 6 juegos al comienzo de la temporada de 1990 y fue devuelto a Montreal. Los Expos lo trajeron de regreso ese septiembre, y se fue de 6-2 en 3 juegos.
Regresó a Detroit como agente libre en 1991 y bateó 6 de 18 (.333) en 16 juegos. Nuevamente fue enviado a las ligas menores y permaneció de 1990 a 1993.
En una carrera de tres años en Grandes Ligas, Paredes bateó .211 con un jonrón y 11 carreras impulsadas en 60 juegos.

### En la liga venezolana
Paredes debutó con las Águilas del Zulia, en la Liga Venezolana de Béisbol Profesional a la edad de 20 años, en la temporada 1982-1983. En su segunda campaña, 1983-1984, tuvo una destacada participación, que le hizo merecer el premio al Novato del Año, al dejar un promedio de bateo de .244 con 31 imparables, 21 anotadas y 12 carreras impulsadas.
Fue el segunda base  titular de una época dorada de las Águilas, en la que lograron cuatro campeonatos en la LVBP y dos Series del Caribe, la de 1984 y 1989.
Posteriormente fue cambiado a los Caribes de Oriente y finalizó su carrera en la pelota venezolana con los Tiburones de La Guaira. Durante 11 temporadas dejó cifras de 377 imparables, uno de ellos jonrón, 115 empujadas, 227 anotadas y 79 bases robadas.

### Otras ligas
Paredes fue el tercer venezolano en participar en la Liga Japonesa de Béisbol Profesional (NPB), cuando fue contratado los Yakult Swallows en 1992. Tenía 29 años de edad y sólo permaneció por una temporada. En 53 partidos tuvo 157 apariciones en el plato y conectó 38 imparables para dejar promedio de bateo de .242, con 22 carreras anotadas y 12 remolcadas.
También tuvo un breve paso por la Liga Mexicana de Béisbol, en 1995 con los Rojos del Águila de Veracruz.

## Fallecimiento
En el año 2018 le diagnosticaron cáncer, por lo cual debió someterse a dos cirugías; sin embargo, sucumbió a la enfermedad en noviembre de 2020. Tenía 58 años de edad.